# Oxelösund

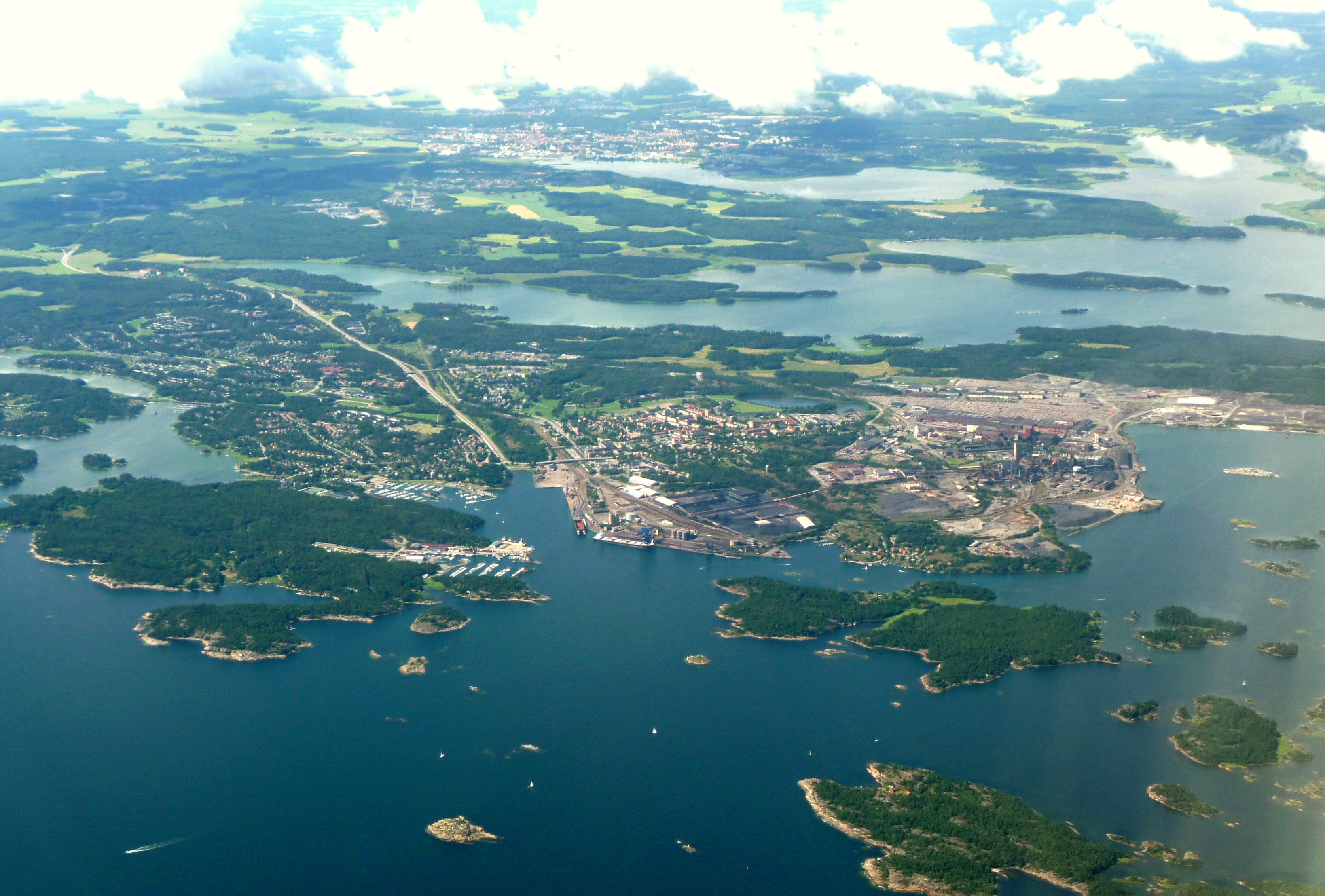
Oxelösund

Oxelösund ist eine Ortschaft (tätort) in der schwedischen Provinz Södermanlands län und Hauptort der Gemeinde gleichen Namens. Sie liegt 10 km südöstlich von Nyköping und ist mit ihr durch den 1965 erbauten riksväg 53 verbunden. Sowohl Nyköping als auch Oxelösund verfügen über Häfen an der Ostsee.

## Geschichte

### Anfänge
Oxelösund ist eine verhältnismäßig junge Gemeinde. Der hier befindliche natürliche Hafen wird seit etwa 500 Jahren genutzt. Im Laufe der Planung einer Eisenbahnlinie aus der Bergbauregion Grängesberg in Bergslagen direkt zur Ostsee fiel die Wahl auf die kleine Siedlung Oxelösund. Ein früherer Plan für eine Bahn von Bergslagen zum See Vänern existierte nur auf dem Papier.
1873 wurde die Oxelösund–Flen–Västmanlands Järnvägsaktiebolag gegründet, die fast die gesamte Halbinsel bei Oxelösund aufkaufte. Mit dem neuen Hafen und dem 1913 errichteten Eisenwerk wuchs der Ort schnell.

### 20.Jahrhundert

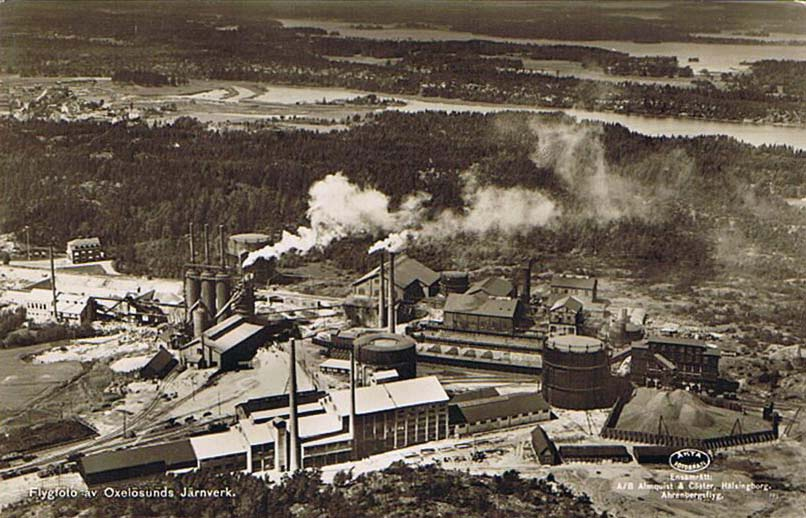
Oxelösunds Eisenwerk in den 1930er Jahren

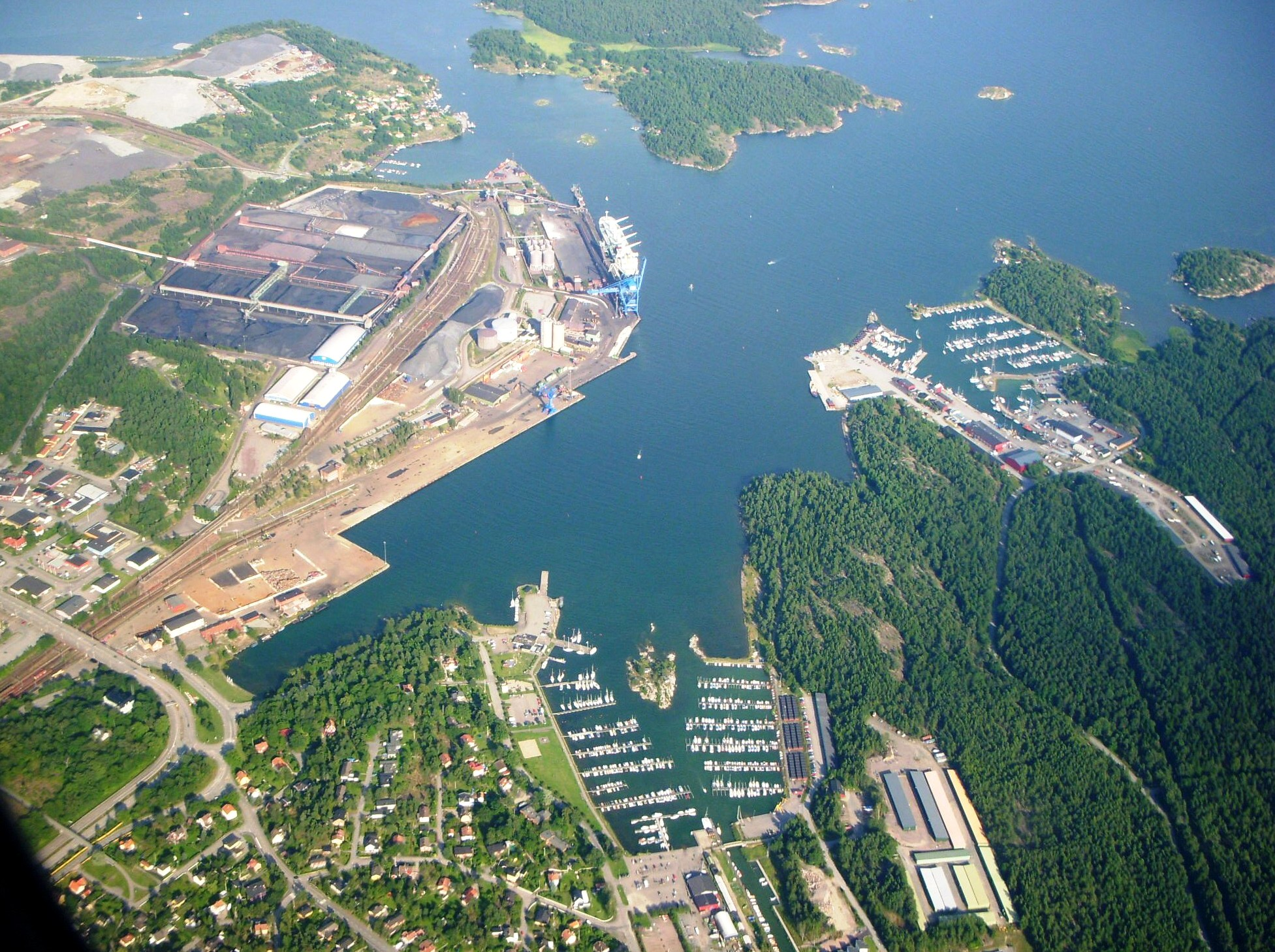
Oxelösunds Hafen 2009

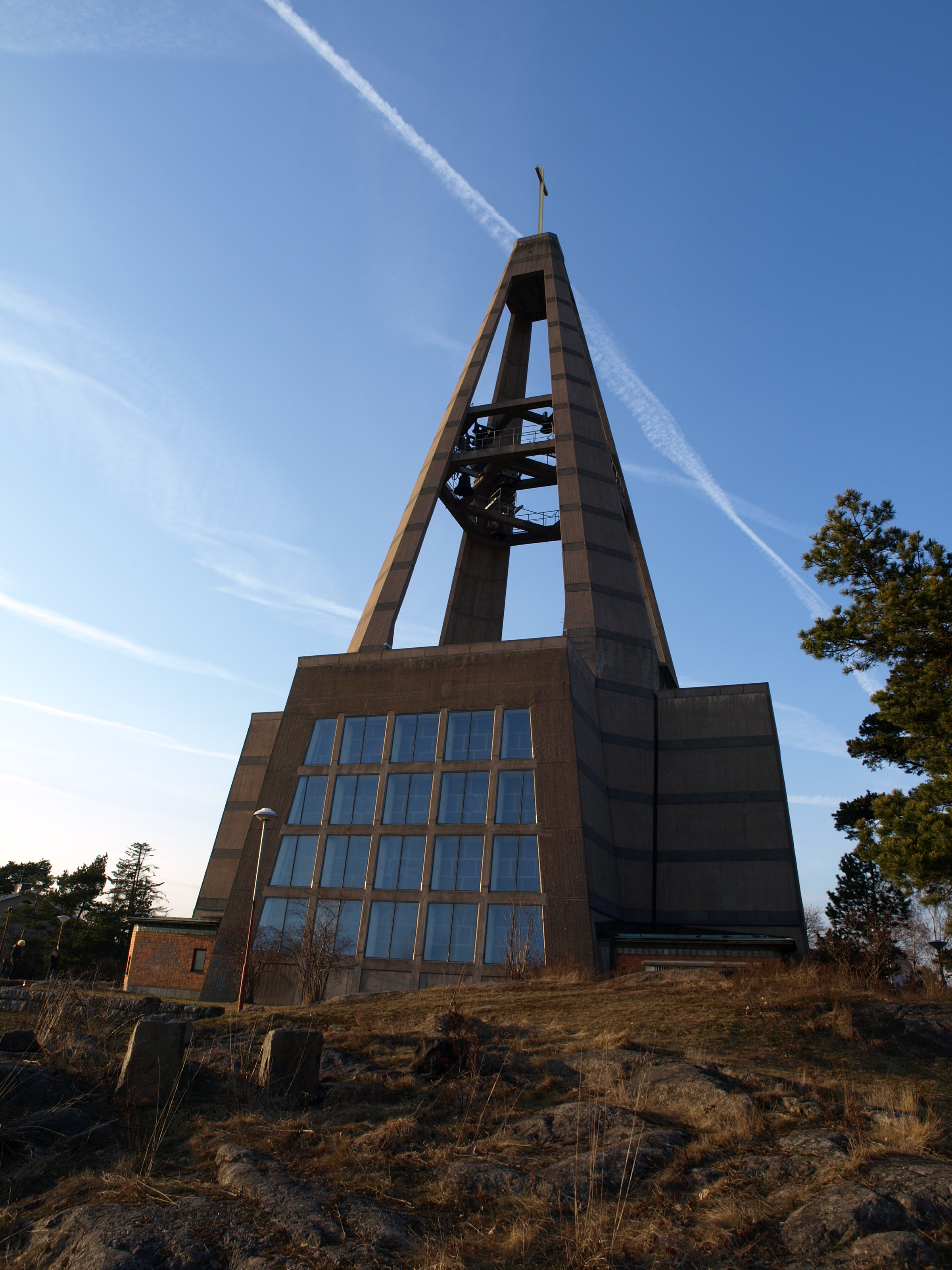
Saint Botvids kyrka

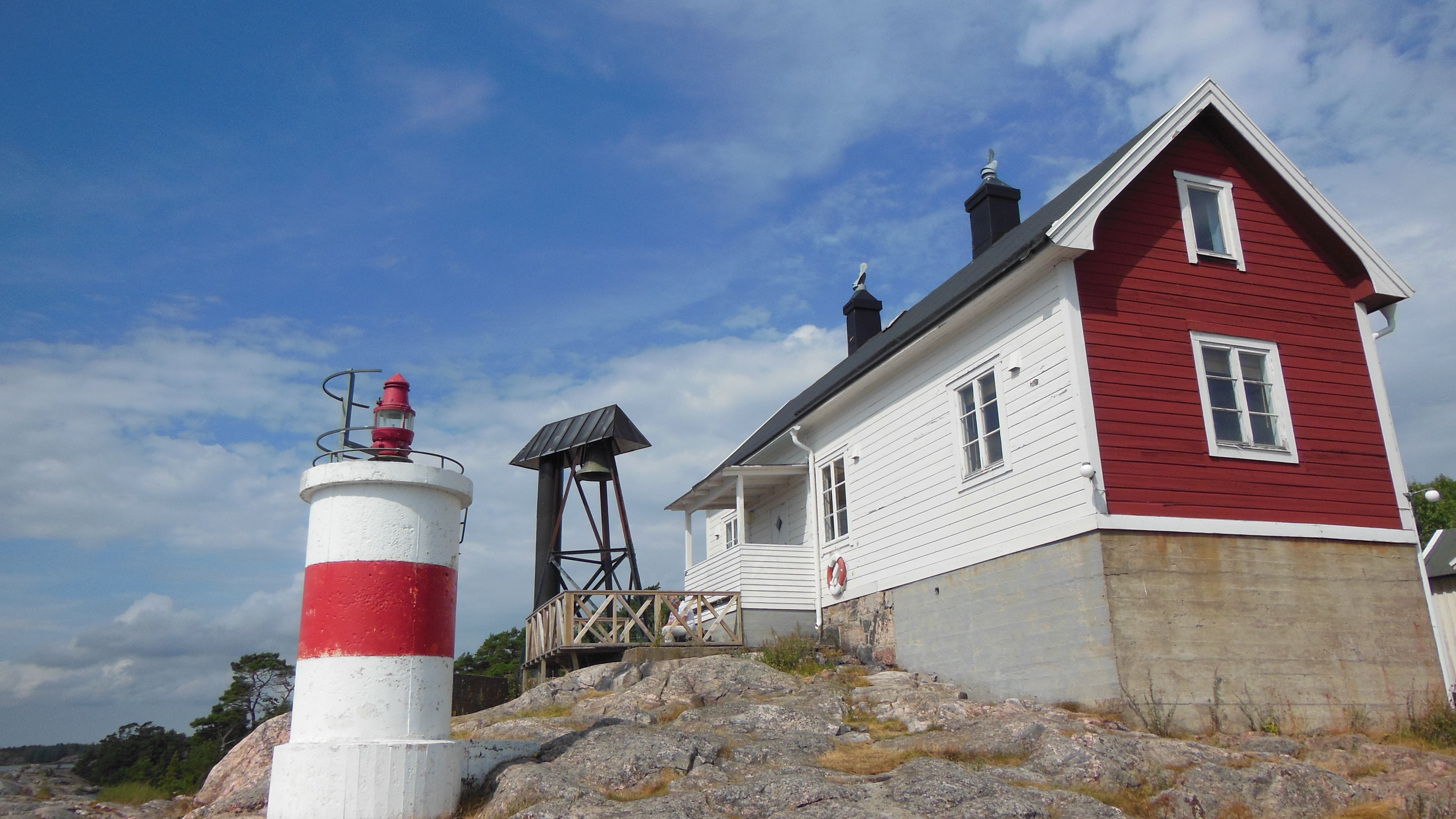
Beobachtungs- und Radarstation des Militärs in Oxelösund

Zu Beginn der 1950er-Jahre war Oxelösund ein typischer schwedischer kleiner Ort mit Holzhäusern und angrenzenden Gärten. Als einer der letzten Orte vor der administrativen Umgestaltung erhielt Oxelösund 1950 die Stadtrechte. Die Einwohnerzahl belief sich auf 5200 Personen. Die Wirtschaft war stark geprägt durch Industrieanlagen, wobei das Eisenwerk mit 700 Angestellten der größte Arbeitgeber war.
1955 übernahm der Konzern Gränges, der bereits den Hafen und die Eisenbahnlinie verwaltete und außerdem mehrere Bergwerke in Bergslagen besaß, den Hauptteil der Aktien für das Eisenwerk. Der größte Teil des Ortes wurde abgerissen, um Platz für ein neues Eisenwerk zu schaffen. Heute erinnern nur noch wenige Villen im Ort an die Zeit um 1920. Mit dem Eisenwerk entstanden ein völlig neues Stadtzentrum im Stile der 1950er-Jahre und ein Autobahnzubringer nach Nyköping.
1962 wurden militärische Anlagen auf der vorgelagerten Halbinsel Femöre gebaut, die den wichtigen Hafen verteidigen sollten.

### Gegenwart
Über viele Jahre gab es von Oxelösund verschiedene Fährverbindungen nach Gotland und ins Ausland. Die meisten dieser Verbindungen wurden jedoch eingestellt. Es gibt Diskussionen, den Hauptfährverkehr zwischen Gotland und dem schwedischen Festland über Oxelösund abzuwickeln, da der gegenwärtige Hafen in Nynäshamn über keine derart günstige strategische Lage verfügt.
Die Gemeinde ist eine sozialdemokratische Hochburg. Die Partei erreichte bei vielen Kommunalwahlen über 60 Prozent der Stimmen.

## Partnerstädte
Oxelösund ist seit 1998 ein Mitglied in der Städtevereinigung Douzelage.

## Söhne und Töchter der Stadt
- Nils-Olof Franzén (1916–1997), Autor
- Ralf Åkesson (* 1961), Schachgroßmeister
- Fredrik Gunnarsson (* 1965), Schauspieler
- Anders Thorén (* 1970), Squashspieler
- Karolina Arewång-Højsgaard (* 1971), Orientierungsläuferin